# Evangeliska Fosterlandsstiftelsen
Evangeliska Fosterlands-Stiftelsen (EFS), är en lågkyrklig och nyevangelisk väckelserörelse inom Svenska kyrkan som betonar vikten av lekmannaengagemang i kyrkan och som har rötter i 1800-talets folkväckelse.

## Organisation
EFS är en inomkyrklig rörelse och utgör alltså inget eget samfund, vilket är en vanlig missuppfattning. Inomkyrkligheten innebär att EFS anser att den är en del av Svenska kyrkan och att Svenska kyrkan ser EFS som en del av Svenska kyrkan. Detta sker utifrån gemensam bekännelse.
EFS hade 2013 ca 15 000 medlemmar. Den är en demokratisk organisation i folkrörelsetraditionen och har sin bas i cirka 350 anslutna lokalföreningar (missionsföreningar och EFS-grupper, med åtminstone tidigare namn som Evangeliskt lutherska missionsföreningen, Lutherska Missionsföreningen, Missionsföreningen, Bönhusföreningen och Evangelisk-lutherska missionsförsamlingen) organiserade i sju distrikt och med en gemensam riksorganisation med säte i Uppsala. De flesta lokalföreningarna fungerar som autonoma enheter, inte helt olika frikyrkoförsamlingar, men det finns också ett flertal samarbets- och samverkanskyrkor där en missionsförening eller EFS-grupp driver en lokal kyrka i samarbete med en församling inom Svenska kyrkan. I några fall bedriver man i stället församlingsverksamhet i samverkan med andra kristna samfund. EFS barn- och ungdomsverksamhet organiseras i Salt – barn och unga i EFS. Där bedrivs även scoutverksamhet, från 2014 under beteckningen Salt Scout (tidigare EFS Scout).
EFS är involverat i missionsarbete i Etiopien, Eritrea, Tanzania, Malawi och Indien.
EFS missionsföreståndare sedan 1 september 2017 Kerstin Oderhem. Kerstin är den 20:e missionsföreståndaren i EFS och den första kvinnan. Hon efterträdde Stefan Holmström som i sin tur tillträdde som missionsföreståndare 1 juni 2009. Ordförande i styrelsen är sedan årsmötet 2024 Jan Hallquist.

## Teologi
EFS delar Svenska kyrkans evangelisk-lutherska bekännelse, men poängterar utifrån denna särskilt behovet av ett individuellt ställningstagande till tron, samt att detta bör få konsekvenser för det dagliga livet. Det individualistiska draget går igen i rörelsens från pietismen nedärvda betoning av det allmänna prästadömet: tanken att varje kristen människa lever i en direkt relation till Gud, utan behov av medlare i form av vigda präster. Denna betoning märks i lekmännens starka roll i all verksamhet, inklusive gudstjänsten.
Betoningen av det personliga ställningstagandet till Jesus Kristus har också utgjort teologisk grund för rörelsens omfattande missionsarbete.

## Vision
Vid årsmötet 2018 antogs EFS vision med formuleringen: Människor och samhällen förvandlade av Jesus.

## Historik

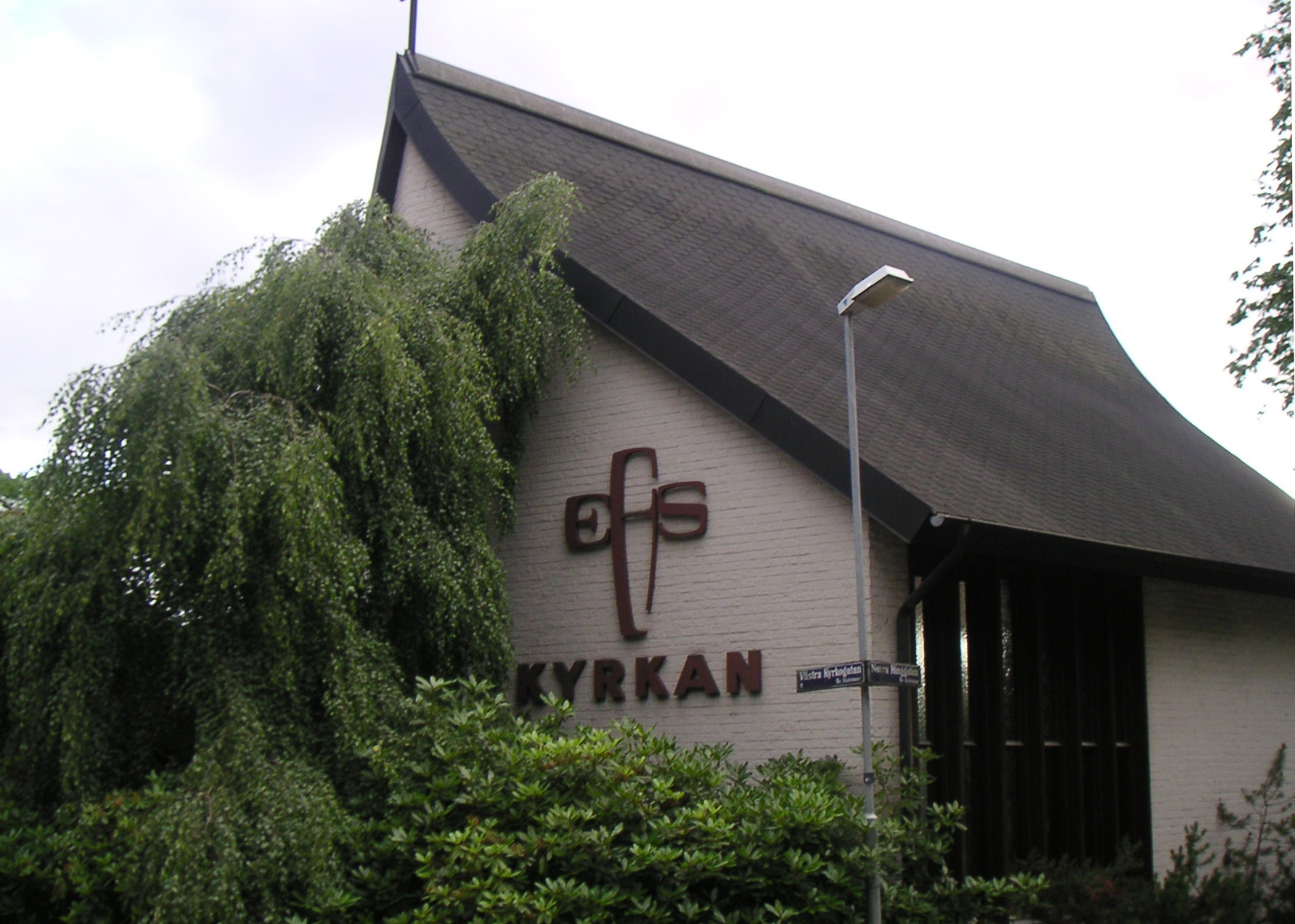
EFS-kyrkan i Alingsås.

### Bildandet 1856
EFS bildades den 7 maj 1856 på initiativ av prästen Hans Jacob Lundborg verksam i Lindesberg, och med stöd av den store väckelsepredikanten och skribenten Carl Olof Rosenius. Syftet var att i en inomkyrklig organisation samla de människor som berörts av väckelsen, och därigenom fungera som ett alternativ till den framväxande baptismen. Innan rörelsen fick sitt nuvarande namn hette den under två dagar ”Fosterländska Stiftelsen för Evangelii befrämjande”.

### Hyddor och bönhus
De tidiga samlingslokalerna kallades hyddor eller missionshyddor. Exempel är hyddan i Ede Krokoms kommun och missionshyddan på Kungsholmen i Stockholm. Även på Styrmansgatan i Helsingfors i Finland fanns det en missionhydda. Ett liknande begrepp är bönhus, som exempelvis Ragvaldsträsk bönhus i Skellefteå kommun.  

### Tidning och förlagsverksamhet
1857 grundades tidningen Budbäraren med Bernhard Wadström som redaktör.
En av de viktigaste uppgifterna för EFS kom att bli litteratur- och traktatspridning, vilket i hög grad ombesörjdes av så kallade kolportörer, kringvandrande försäljare av kristen litteratur. Mycket av litteraturen producerades av det egna förlaget, EFS-förlaget, vilket bildades samma år som rörelsen och sedan 1992 ingår i Verbum Förlag. Den första bok som gavs ut av EFS-förlaget var Luthers Kyrkopostilla, år 1860, vilken kom att ges ut i åtta upplagor och 70 000 exemplar.

### Predikan
Från 1868 fick kolportörerna rätt att också predika och från 1906 kallades de predikanter. Från och med 1967 ordineras pastorer.
Sympatisörer och medlemmar av EFS bildade missionsföreningar där predikanter och lekmän predikade och föreläste. Man tog upp kollekt för att stödja pastorernas arbete, men man hade från början inte medlemsintagningar eftersom man ansåg att det var frikyrkligt.

### Missionen startade 1861

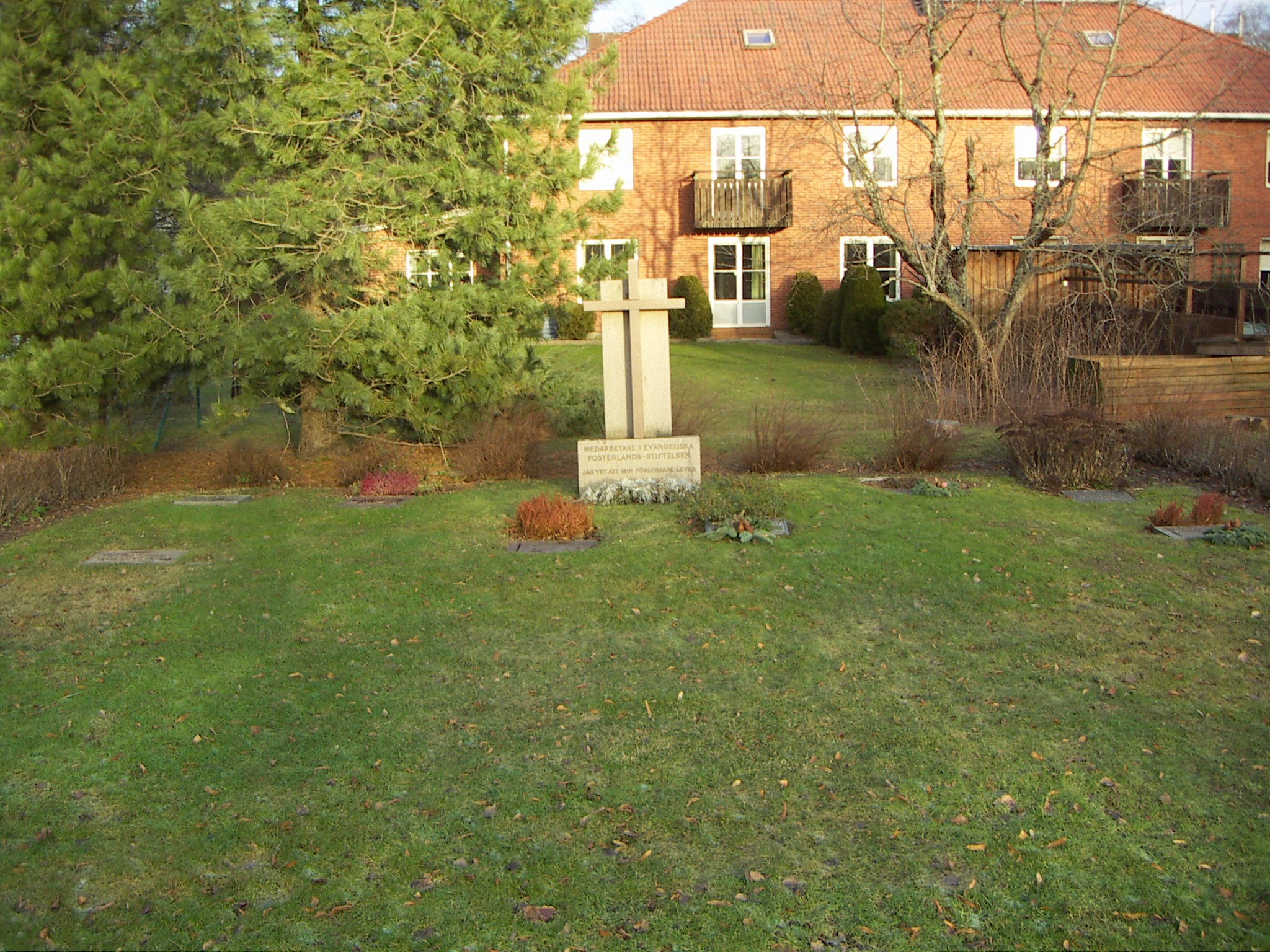
EFS gravvård på Uppsala gamla kyrkogård.

1861 beslöt EFS styrelse att bedriva utlandsmission och grundade året därpå för detta ändamål Johannelunds Missionsinstitut, numera Johannelunds teologiska högskola. År 1865 sändes så EFS första missionärer, C. J. Carlsson, L. J. Lange och P. E. Kjellberg, till östra Afrika, dagens Eritrea. Detta var det första utlandsmissionsprojekt som utförts av Svenska kyrkan eller svenskkyrkliga organisationer. I början av 1880-talet skickades fyra unga missionsstudenter från Eritrea till Sverige för utbildning på Johannelund, Onesimus Nesib, Marqos Girmai, Tewolde-Medhin Gebre-Medhin (1860-1930), Haile-Mikael Kidanu (1856-1926) och Hagena Natanael (Jigo). Den sistnämnde avled i Sverige 1888 men övriga reste som färdigutbildade tillbaka till hemlandet och drev som pastorer missionsarbetet vidare bland sina landsmän.
EFS har senare även drivit missionsarbete i andra delar av Östafrika (Etiopien, Somalia, Tanzania) samt Indien, Israel m fl länder.

### Lärofrågor och större splittringar 1878 resp 1911
EFS har vid ett antal tillfällen splittrats över lärofrågor, vilket har lett till utbrytningar.
Cirka 1878 fanns oenighet om innebörden av Jesu försoning, den Augsburgska bekännelsen och den kyrkliga nattvardsordningen. Paul Petter Waldenström blev avskedad från sin tjänst som EFS-ombud. När ett förslag att ändra Evangeliska fosterlandsstiftelsens bekännelseståndpunkt förkastades vid 1878 års konferens, skapades samma år Svenska missionsförbundet (SMF) under ledning av P.P. Waldenström. Ett (för skribenten okänt) antal missionsföreningar och medlemmar anslöt sig då till SMF. Medlemmarna kallades sedan start och under åtskilliga decennier för Waldenströmare. 2003 bytte SMF namn till Svenska Missionskyrkan (SMK) och 2011 grundade man tillsammans med Svenska baptistsamfundet och Metodistkyrkan i Sverige ett nytt samfund som heter Equmeniakyrkan.
Efter en lärostrid om principer för bibeltolkning, bildades 1911 Missionssällskapet Bibeltrogna Vänner (MBV) under ledning av Axel B. Svensson. MBV heter numera Evangelisk Luthersk Mission – Bibeltrogna Vänner (ELM-BV eller bara ELM).

### Historik efter 1940
1943 invaldes den första kvinnliga styrelseledamoten, Isabella Stolpe.
Under 1950-talet, då Svenska kyrkan skakades av strider rörande frågan om kvinnliga präster, var EFS medlemmar delade i fråga om kvinnors teologiska rätt till ämbetet. Vid årskonferensen 1963 gjordes dock ett bestämt avståndstagande från den högkyrkliga ämbets- och kyrkosynen som motivering för att inte acceptera kvinnliga präster, där man underströk att det avgörande inte är vem som predikar utan vad som predikas.
1987 inledde EFS scoutverksamhet. Tidningen Budbäraren fick sin första kvinnliga chefredaktör 1990 i Inga Belani.
Genom beslut 1989 och 1990 stärktes banden till Svenska kyrkan och sedan dess prästvigs EFS predikanter/pastorer enligt kyrkans ordning. Dessa utbildas vanligtvis på Johannelunds teologiska högskola, grundad i Stockholm 1862 som EFS Missionsinstitut, sedan 1970 belägen i Uppsala invid Heidenstams torg i stadsdelen Löten. Sedan tidigt åttiotal har också präster för tjänst i Svenska kyrkan utbildats här.
1995 utsågs Birgitta Eriksson till EFS första kvinnliga ordförande. 2005 startade barn- och ungdomsförbundet Salt sin verksamhet.

### Bibelsynsstriden i slutet av 1960-talet
I slutet av 1960-talet pågick ytterligare en bibelsynsdebatt inom EFS, till innehållet mycket lik den som varit 1911. I samband med att Johannelund skulle flytta till Uppsala och inleda ett samarbete med Uppsala universitet ansåg rektorn Torsten Nilsson att det var aktuellt att reflektera över den rådande bibelsynen i rörelsen. Nilssons egen metod för att tolka Bibeln kan i efterhand klassas som moderat historisk-kritisk, där han själv ansåg att skriften behövde tolkas kristologiskt och soteriologiskt (ur frälsningsavsikt). 
Större delen av EFS riksstyrelse ställde sig bakom Nilssons syn, men ett antal ledamöter var mycket kritiska. Detta ledde till en utdragen debatt i tidningen Budbäraren och EFS i Västerbottens tidning Vårt budskap. Kritikerna riktade anklagelser mot Nilsson samt Johannelundslärarna Birger Olsson och Agne Nordlander. Hårdast var dock kritiken mot Torsten Nilsson. Denne valde att 1969 lämna sina uppdrag inom EFS eftersom han inte längre upplevde att han hade styrelsens enhälliga stöd. Tolv ledamöter uttalade i Budbäraren sitt stöd för Nilsson, medan fyra ledamöter reserverade sig mot detta. 
Effekterna av bibelsynsdebatten blev även att teologie doktor David Hedegård lämnade sitt medlemskap i EFS och blev en av medgrundarna till Stiftelsen Biblicum, som skulle verka för att bevara en mer traditionell bibelsyn. En mindre grupp predikanter från Västerbotten, bland annat Tore Nilsson, lämnade EFS och grundade Lutherska bibelstudiestiftelsen.

### Mötet med framgångsteologin
Under 1980-talet etablerade sig Livets Ord i Uppsala och började värva medlemmar, varav somliga från EFS. Med Livets Ord spreds den så kallade framgångsteologin, vilken också påverkade EFS i olika delar av landet. Som ett svar på detta publicerade EFS-förlaget under 1980-talet ett antal böcker mot framgångsteologin och evenemang med kopplingar till framgångsteologin förbjöds annonsera i Budbäraren. Spänningarna som uppstod under den första tiden har dock kommit att avta under de år som gått och på vissa håll har också försoningsprocesser påbörjats.

### Nyplantering
Sedan 2003 arbetar EFS aktivt som rörelse med nyplantering av missionsföreningar och EFS-grupper. Nya gemenskaper har bland annat startats i Uppsala, Hisingen, Timrå och Stockholm.

## Kända medlemmar
Lina Sandell var åren 1861-1864 anställd av EFS för att översätta andras verk och göra egna sånger. Hon skrev över 1 700 dikter och psalmer, bland annat några av de mest kända svenska psalmtexterna: Tryggare kan ingen vara, Blott en dag, Jesus för världen givit sitt liv samt Jag kan icke räkna dem alla. Från 1889 var hon redaktör för EFS uppbyggelsetidskrift Barnens vän.
Åren 1906–1918 var Axel Rappe, en av Sveriges mest framgångsrika officerare under slutet av 1800-talet, stiftelsens ordförande.

## Utbildning
EFS har sin bakgrund i den väckelserörelse som kallats "läseriet" utifrån den starka betoningen av den enskildes läsande av Bibeln och utläggningar av denna. Därför är det naturligt att folkbildning har och har haft en stark ställning inom rörelsen. I dag driver man en högskola, Johannelunds teologiska högskola, och åtta folkhögskolor: Glimåkra, Hagaberg, Hjälmared, Åredalen, Mellansel, Solvik, Strömbäck och Sundsgården.